# 柳承範
柳承範（韓語：류승범，1980年8月9日—），韓國男演員。哥哥是電影導演柳承完。

## 感情生活
柳承范于2002年因参演电视剧《华丽的时节》而与同剧演员孔曉振结缘并开始交往，两人于2003年分手，2008年复合后于2012年再次分手。2013年與法國著名時尚編輯Virginie Mouzat交往，於2014聖誕節分手。2020年6月宣布与斯洛伐克画家女友结婚，同年两人的女儿出生。

## 演出作品

### 電視劇
- 2001年：SBS《華麗的時節》飾演 哲鎮
- 2002年：KBS《孤獨》飾演 閔永宇
- 2004年：SBS《陽光照射》飾演 金民豪
- 2010年：MBC《Pasta》飾演 去意大利餐廳吃飯的顧客（客串）
- 2023年：Disney+《Moving》飾演 法蘭克
- 2024年：Coupang Play《家族计划》饰演 白哲熙

### 電影

#### 2000年代
- 2000年：《沒好死（朝鲜语：죽거나 혹은 나쁘거나）》
- 2001年：《Aachi & Ssipak》
- 2001年：《殺手公司》
- 2002年：《復仇在我》
- 2002年：《無血無淚》
- 2002年：《品行不良》
- 2004年：《阿羅漢》
- 2004年：《陽光普照》
- 2005年：《哭泣的拳頭》
- 2005年：《野獸與美女》
- 2006年：《家族的誕生》
- 2006年：《同夥》
- 2006年：《死生決斷》
- 2007年：《永遠的丈夫》
- 2008年：《打抱不平》
- 2008年：《廣播歲月》

#### 2010年代
- 2010年：《美麗人生》
- 2010年：《節日》
- 2010年：《不可饒恕》
- 2010年：《方子傳》
- 2010年：《不當交易（朝鲜语：부당거래）》
- 2011年：《可疑的顧客們（朝鲜语：수상한 고객들）》
- 2012年：《借屍還魂 (電影)（朝鲜语：시체가 돌아왔다）》
- 2012年：《人類滅亡報告書》
- 2012年：《嫌疑犯X》
- 2013年：《柏林》
- 2013年：《新世界》（客串）
- 2015年：《我的親密敵人（朝鲜语：나의 절친 악당들）》(又名我的至親惡黨)
- 2016年：《困獸之網》
- 2018年：《末日飛船》飾演 黑社會老大
- 2019年：《老千：獨眼傑克》飾演 艾哥

#### 2020年代
- 待定：《好消息》[7]

### MV
- 2003年：韓英愛《외로운가로등》（與姜惠貞）
- 2005年：Leessang《我不是在笑》（與廉晶雅）
- 2007年：Leessang《Ballerino》
- 2007年：The Name《Kiss Me》（與梁朝偉、全道嬿）
- 2009年：Leessang《不能分手的女人，不能離開的男人》（與李孝利）
- 2012年：金泰宇《我看著我自己也傷心》

## 獲獎
- 2001年：SBS演技大賞－新星獎
- 2001年：第38屆大鐘獎－男子新人獎（沒好死）
- 2002年：第38屆百想藝術大賞－TV部門 男子新人獎（華麗的時節）
- 2007年：第30屆黃金攝影獎－男主角獎（死生決斷）
- 2007年：第43屆百想藝術大賞－電影部門 男子最優秀演技獎（死生決斷）
- 2010年：第14屆富川國際奇幻電影節－年度演員
- 2011年：第20屆釜日電影獎－男主角獎（不當交易）

## 外部連結
- 官方网站
- 柳承範在NAVER上的资料
- 柳承範在韩国电影数据库（KMDb）上的資料（韓語）
- 柳承範在互联网电影资料库（IMDb）上的資料（英文）